# 6984 Lewiscarroll
6984 Lewiscarroll este o planetă minoră (asteroid), cu un diametru de 48,053 km, din centura de asteroizi. A fost descoperită pe 4 ianuarie 1994 la Fujieda de Hitoshi Shiozawa⁠(d) și a fost numită după Lewis Carroll. 
Obiectul prezintă o orbită caracterizată de o semiaxă mare de 3,9748965 UAi, o excentricitate de 0,19, o înclinație de 16,79712 ° în raport cu ecliptica.